# 卢军汉
卢军汉（英語：Ryan Lo，1997年2月26日—），新加坡男子帆船运动员，2018年亚洲运动会男子激光级铜牌得主、2022年亚洲运动会男子爱尔卡7级金牌得主。